# Nowe Witki
Nowe Witki (niem. Neu Aßmanns) – kolonia w Polsce położona w województwie warmińsko-mazurskim, w powiecie bartoszyckim, w gminie Bartoszyce. Miejscowość wchodzi w skład sołectwa Żydowo. 
W latach 1975–1998 miejscowość administracyjnie należała do województwa olsztyńskiego.